# 熊本県道25号宮原五木線
熊本県道25号宮原五木線（くまもとけんどう25ごう みやはらいつきせん）は、熊本県八代郡氷川町から球磨郡五木村に至る県道（主要地方道）である。

## 概要
八代郡氷川町宮原から球磨郡五木村甲に至る。
八代市東陽町から球磨郡五木村にかけての区間は非常に奥深い山の中を通過する。また途中にある大通峠一帯は急カーブと急勾配の続く道幅の狭い道路で、八代市東陽町側にはループ橋がある。なお、当県道では2ヶ所のトンネル（大通トンネル・小鶴トンネル）を含むバイパス道路が整備されている。

### 路線データ
- 起点：熊本県八代郡氷川町宮原（氷川町宮原交差点、国道3号交点、国道443号・熊本県道156号鏡宮原線終点）
- 終点：熊本県球磨郡五木村甲（国道445号交点）

## 歴史
- 1954年（昭和29年）1月20日 - 人吉市から八代郡宮原町（現・氷川町）に至る区間が、建設省（現・国土交通省）から主要地方道人吉宮原線に指定される。
- 1955年（昭和30年）1月31日 - 前年の主要地方道指定に伴い、同区間が熊本県道14号人吉宮原線として路線認定される。
- 1972年（昭和47年） - 整理番号が15に変更される。
- 1981年（昭和56年）4月30日 - 主要地方道人吉宮原線のうち人吉市 - 五木村の区間が一般国道445号として指定される（政令の施行は翌年から）。
- 1982年（昭和57年）4月1日 - 前年の国道指定に伴い、主要地方道人吉宮原線が路線を短縮し、主要地方道宮原五木線として指定される。同年10月1日、熊本県道25号宮原五木線として路線認定される（熊本県道15号人吉宮原線は廃止）。
- 1993年（平成5年）5月11日 - 建設省から、県道宮原五木線が宮原五木線として主要地方道に再指定される[1]。

## 路線状況

### 重複区間
- 国道443号（八代郡氷川町宮原・氷川町宮原交差点（起点） - 八代市東陽町南・東陽町南交差点）
- 熊本県道155号氷川八代線（八代市東陽町南・東陽町南交差点 - 八代市東陽町南）

### 道路施設

#### 橋梁
- 頭地大橋（川辺川、球磨郡五木村）

#### トンネル
起点から
- 大通トンネル：延長440 m、1993年（平成5年）竣工、八代市 - 球磨郡五木村
- 小鶴トンネル：延長399 m、1981年（昭和56年）竣工、球磨郡五木村

#### 道の駅
- 東陽（八代市、国道443号重複区間内）

## 地理

### 通過する自治体
- 八代郡氷川町
- 八代市
- 球磨郡五木村

### 交差する道路
| 交差する道路                                                        | 市町村名 | 市町村名 | 交差する場所 | 交差する場所            |
| ------------------------------------------------------------------- | -------- | -------- | ------------ | ----------------------- |
| 国道3号 国道219号 重複 国道443号 重複区間起点 熊本県道156号鏡宮原線 | 八代郡   | 氷川町   | 宮原         | 氷川町宮原交差点 / 起点 |
| 国道443号 重複区間終点 熊本県道155号氷川八代線 重複区間起点         | 八代市   | 八代市   | 東陽町南     | 東陽町南交差点          |
| 熊本県道155号氷川八代線 重複区間終点                                | 八代市   | 八代市   | 東陽町南     |                         |
| 熊本県道259号小鶴原女木線                                           | 球磨郡   | 五木村   | 丙           |                         |
| 国道445号                                                           | 球磨郡   | 五木村   | 甲           | 終点                    |

### 沿線
- 氷川町役場宮原振興局
- 八代市立東陽小学校
- 八代市役所 東陽支所
- 八代市立東陽中学校
- 河俣郵便局
- 五木村役場
- 道の駅子守唄の里五木（終点付近）